# Cantó de Delme
El cantó de Delme és un cantó francès del departament del Mosel·la, situat al districte de Château-Salins. Té 35 municipis i el cap és Delme.

## Municipis
- Ajoncourt
- Alaincourt-la-Côte
- Aulnois-sur-Seille
- Bacourt
- Baudrecourt
- Bréhain
- Château-Bréhain
- Chenois
- Chicourt
- Craincourt
- Delme
- Donjeux
- Fonteny
- Fossieux
- Frémery
- Hannocourt
- Jallaucourt
- Juville
- Laneuveville-en-Saulnois
- Lemoncourt
- Lesse
- Liocourt
- Lucy
- Malaucourt-sur-Seille
- Marthille
- Morville-sur-Nied
- Oriocourt
- Oron
- Prévocourt
- Puzieux
- Saint-Epvre
- Tincry
- Villers-sur-Nied
- Viviers
- Xocourt

## Història
| Data d'elecció                           | Identitat         | Partit           | Qualitat |
| ---------------------------------------- | ----------------- | ---------------- | -------- |
| 1945-19..                                | M. Hoffmann       | RPF              |          |
| 19..-1973                                | Pierre Grandidier | Divers droite    |          |
| 1973-1976                                | Maurice Vautrin   | UDR              |          |
| 1976-1992                                | Martial Villemin  | UDR, després RPR |          |
| 1992-                                    | Brice Lerond      | Divers droite    |          |
| les dades anteriors no són pas conegudes |                   |                  |          |
|                                          |                   |                  |          |

## Demografia
| A partir de 1990: Població sense dobles comptes |